# 2442 Corbett
A 2442 Corbett (ideiglenes jelöléssel 1980 TO) a Naprendszer kisbolygóövében található aszteroida. Zdenka Vávrová fedezte fel 1980. október 3-án.